# Stazione di Kranjska Gora
La stazione di Kranjska Gora (in sloveno Železniška postaja Kranjska Gora) era una stazione ferroviaria posta sulla ex linea ferroviaria internazionale Tarvisio-Lubiana. Serviva il comune di Kranjska Gora.

## Storia
La stazione fu inaugurata insieme alla linea il 14 dicembre 1870 e rimase attiva fino al 1º aprile 1966; successivamente la linea è stata convertita in un percorso ciclo-pedonale.

## Strutture e impianti
La stazione era dotata di un fabbricato viaggiatori e tre binari. Rimane soltanto il fabbricato mentre i binari sono stati smantellati.